# Alessandro Lotta
Alessandro Lotta (né le 26 mars 1975 à Trieste) est l'ancien bassiste de Rhapsody, qui s'unit à ce groupe quand il produisait le disque Symphony of Enchanted Lands 1. Alessandro Lotta joue de la basse depuis l'âge de 14 ans.
Après Rhapsody, il a joué assez longtemps dans le groupe Wingdom, avec lequel sa collaboration s'est arrêtée en 2005.